# Barbara Becker (Politikerin)
Barbara Becker (* 18. Juni 1969 in Schweinfurt) ist eine deutsche Politikerin (CSU). Seit 2018 ist sie Abgeordnete im Bayerischen Landtag.

## Leben
Becker besuchte die Grundschule in Hofheim in Unterfranken und das Gymnasium Steigerwald-Landschulheim Wiesentheid, wo sie 1988 das Abitur erlangte. Im Anschluss begann sie an der Otto-Friedrich-Universität Bamberg ein Lehramtsstudium Französisch und Deutsch für Sekundarstufe II, das sie jedoch ohne Abschluss beendete. Stattdessen wechselte sie 1990 zu einem Studium der Diplompädagogik, das sie 1996 abschloss. Seit 1995 führt sie eine Unternehmensberatung.
Becker wohnt in Wiesenbronn. Sie ist verheiratet und hat zwei erwachsene Kinder. Sie ist evangelisch-lutherischer Konfession.

## Politik
Becker ist seit 2014 Mitglied des Kreistags im Landkreis Kitzingen. Dort sitzt sie in den Ausschüssen für „Wirtschaft, Kultur und Tourismus“, „Umwelt, Verkehrs und ÖPNV“ sowie „Familie, Senioren und Integration“. Bei der Landtagswahl am 14. Oktober 2018 wurde sie als Direktkandidatin im Stimmkreis Kitzingen in den Bayerischen Landtag gewählt. Becker erreichte 38,9 Prozent der Erststimmen. Bei der Landtagswahl 2023 zog sie erneut in den Landtag ein. Im Landtag ist sie Mitglied im Ausschuss Gesundheit und Pflege sowie im Ausschuss Umwelt und Verbraucherschutz. Becker ist außerdem Sprecherin der CSU-Landtagsfraktion für Fragen der evangelischen Kirche und Mitglied im Landesdenkmalrat (Bayern).
Innerhalb des ersten Jahres als direkt gewählte Stimmkreisabgeordnete hat sie persönliche Gesprächstermine mit allen Bürgermeisterinnen und Bürgermeistern und den beiden Landräten in ihrem Stimmkreis Kitzingen (Landkreis Kitzingen und Teile des Landkreises Schweinfurt-Land) durchgeführt. Diese Gespräche werden fortgeführt und ergänzt mit regelmäßigen offenen Bürgersprechstunden in Kitzingen und Gerolzhofen, Runden Tischen (z. B. zu den Themen Artenvielfalt, Weinbergsbewässerung, Sozialpolitik, ...) und Fachgesprächen (z. B. mit den Hebammen im Stimmkreis, Waldbesitzern und Holzverarbeitern, ...). Sie setzt sich für vielfältige Themen ein, die ihren Stimmkreis und auch ganz Bayern betreffen: Düngeverordnung, SDG, Pflegeberufe attraktiv machen, Wassermanagement in Bayern, Wassermanagement für Unterfranken, achtsame Flächennutzung, Start-ups ansiedeln im ländlichen Raum uvm.
2020 wurde sie als Mitglied in die Landessynode der ELKB berufen. Bei der ersten Landessynode ist sie in den Landessynodalausschuss der ELKB gewählt worden.
In der CSU ist sie ehrenamtlich als Kreisvorsitzende des CSU-Kreisverbands Kitzingen seit Mai 2019 gewählt. Außerdem ist sie Ortsvorsitzende der Frauen-Union Kitzingen. Daneben ist sie im Vorstand des Kitzinger Ortsverbands der CSU und im Bezirksvorstand der CSU als Beisitzerin vertreten. Im Mai 2022 wurde sie zur Landesvorsitzenden des Evangelischen Arbeitskreises (EAK) der CSU gewählt.